# 11350 Teresa
11350 Teresa este un asteroid din centura principală de asteroizi.

## Descriere
11350 Teresa este un asteroid din centura principală de asteroizi. A fost descoperit pe 29 august 1997 la Costitx de Ángel López și Rafael Pacheco. Asteroidul prezintă o orbită caracterizată de o semiaxă mare de 2,93 ua, o excentricitate de 0,11 și o înclinație de 2,5° în raport cu ecliptica.